# Белгородское (Еврейская автономная область)
Белгоро́дское — село в Смидовичском районе Еврейской автономной области России. Неофициальное название у местных жителей — Пирожковая деревня, так как славится среди водителей автотрассы Биробиджан — Хабаровск своими хлебобулочными изделиями.

## География
Село Белгородское стоит на правом берегу реки Большой Ин.
Село Белгородское расположено на автотрассе Чита — Хабаровск, рядом с селом проходит Транссибирская магистраль.
Расстояние до районного центра пос. Смидович около 5 км на восток по автотрассе Чита — Хабаровск.

## История
В 1962 году указом Президиума Верховного Совета РСФСР посёлок первого отделения совхоза «Смидовичский» переименован в село Белгородское.

## Население
| 1992 | 2002 | 2010 |
| ---- | ---- | ---- |
| 751  | ↘538 | ↘535 |

## Инфраструктура
- Сельскохозяйственные предприятия Смидовичского района.